# Jean Racine

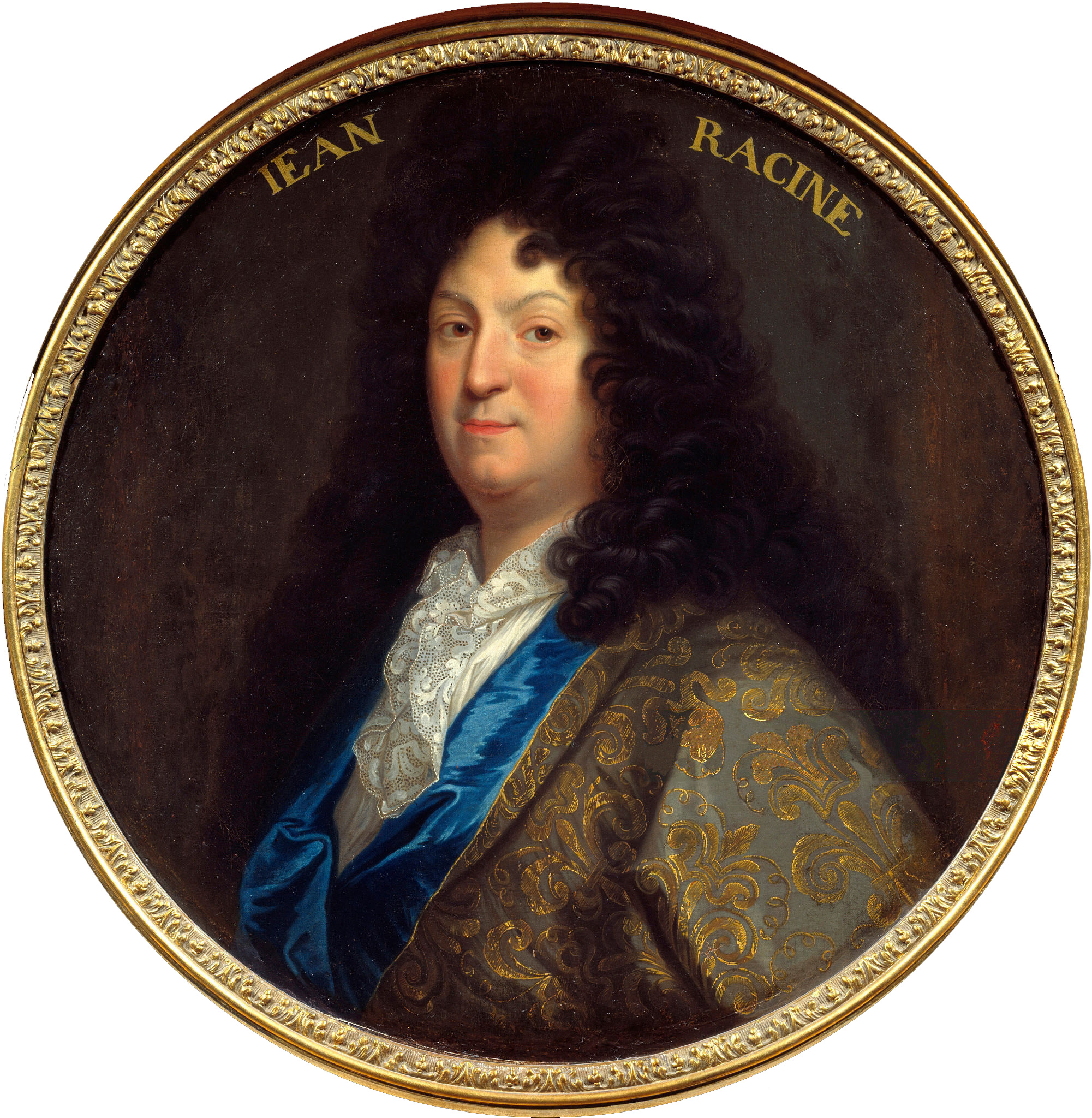
Jean Racine

Jean Baptiste Racine [ʒɑ̃ ʁasin] (* 22. Dezember 1639 in La Ferté-Milon; † 21. April 1699 in Paris) war einer der bedeutendsten Autoren der französischen Klassik. Er gilt den Franzosen als ihr größter Tragödiendichter neben oder gar noch vor Pierre Corneille.

## Leben und Schaffen

### Kindheit und Jugend
Racine wurde als erstes Kind eines dem niederen Amtsadel angehörenden königlichen Salzsteuer-Beamten geboren. Auch seine Mutter stammte aus diesen Kreisen, doch starb sie bei der Geburt einer Schwester, als Jean Racine erst zwei Jahre alt war. Mit gut drei verlor er auch seinen Vater, der sich kurz zuvor wiederverheiratet hatte, und wurde von den Großeltern mütterlicherseits in Pflege genommen, wogegen die Schwester zu den anderen Großeltern kam. Als der Großvater 1649 starb, zog sich die Großmutter in das jansenistisch orientierte Kloster Port Royal des Champs, etwa 10 km südwestlich von Versailles, zurück und gab ihren Enkel in die kleine, aber vorzügliche Schule, die von namhaften jansenistischen Theologen und Gelehrten betrieben wurde, die sich als asketische Einsiedler um das Kloster herum niedergelassen hatten.
Sicherlich traumatisiert durch den sukzessiven Verlust fast aller Bezugspersonen, fand Racine in der Schule ein gewisses Zuhause und erwarb solide Latein- sowie – was damals eher die Ausnahme war – Griechischkenntnisse. 1653/54 absolvierte er das „rhétorique“ heißende Schuljahr als Internatsschüler im jansenistisch ausgerichteten Pariser Collège de Beauvais. 1655, mit 15, kam er zurück nach Port-Royal, wo er wieder bei den Jansenisten lernte. Zwar wurde er tief von ihrer fundamentalistischen Frömmigkeit geprägt, doch las er zugleich mit Interesse klassische lateinische und griechische Theaterstücke, und zwar sowohl im Original als auch in moralisch und religiös „gereinigten“ französischen Übertragungen, die einer seiner Lehrer verfasste, Louis-Isaac Lemaistre de Sacy. Daneben begann er zu schreiben: Oden auf die Natur um Port-Royal, aber auch fromme Verse, z. T. auf Latein.
Ab 1656 wurde er Zeuge der Schikanierung der Jansenisten durch die Staatsgewalt und deren Verbündete, die Jesuiten, und wurde 1658 von der Schließung der Schule von Port-Royal betroffen. Er wechselte nach Paris auf das jansenistische Collège d’Harcourt, wo er seine Schulzeit mit der „philosophie“-Klasse abschloss (1659).
Hiernach fand er knapp 20-jährig Aufnahme bei einem Verwandten, der im Stadtpalast einer Herzogsfamilie lebte und deren Haus, Liegenschaften und Finanzen verwaltete. Von ihm wurde Racine in einige schöngeistige Zirkel eingeführt, wo er u. a. den späteren Fabel-Dichter Jean de La Fontaine kennenlernte, einen entfernten Verwandten. Zum Vortrag in diesem Umfeld und im Ambiente des Stimmungshochs nach dem Ende des langen Krieges mit Spanien (1659) verfasste Racine allerlei Gelegenheitsgedichte, darunter diverse galante. Auch die Welt des Theaters, das nach dem Friedensschluss einen starken Aufschwung nahm, erfuhr er nun als Realität und versuchte sich an einem ersten Stück, der Tragödie oder Tragikomödie Amasie (oder Amasis?), die jedoch nicht angenommen wurde und verloren ist. Hiernach scheint er ein Stück um die Figur des römischen Dichters Ovid begonnen zu haben, stellte es aber, vielleicht wegen einer längeren Krankheit, nicht fertig.
1660 fiel er dem einflussreichen Literaten Jean Chapelain mit der Ode La Nymphe de la Seine à la Reine positiv auf, wo er in der Rolle einer fiktiven Seine-Nymphe die Ankunft der spanischen Prinzessin Maria Teresa und ihre Hochzeit mit Ludwig XIV. besingt. Auf Vorschlag Chapelains erhielt er die beachtliche Gratifikation von 100 Écus (2400 Francs) aus der Schatulle des Königs.
Insgesamt war er von seiner mondänen Existenz in Paris angetan und schien dem strengen Jansenismus den Rücken kehren zu wollen. Seine Verwandten und seine Lehrer waren allerdings über diese unfromme Entwicklung entsetzt. 1661 drängten sie ihn, nach Uzès in Südfrankreich zu einem Bruder seiner Mutter zu gehen, der Stellvertreter des dortigen Bischofs war. Hier sollte er sich auf den Empfang zumindest der niederen Weihen vorbereiten, damit man ihm anschließend eine kirchliche Pfründe verschaffen konnte, die ihn, als die mittellose Waise, die er war, für den Rest seines Lebens versorgen sollten.

### Die Anfänge als Dramatiker
In Uzès jedoch, wo er sich pflichtgemäß mit Theologie befasste, aber wie im Exil fühlte, wurde Racine sich endgültig seiner dramaturgischen Ambitionen bewusst. Er ließ sich brieflich durch Pariser Bekannte auf dem Laufenden halten und begann offenbar ein Stück nach dem Liebes- und Abenteuerroman Äthiopica von Heliodor (3. Jh. n. Chr.), d. h. der Geschichte von Theagenes und der schönen Chariklea, die in Frankreich in der vielgelesenen Übertragung von Jacques Amyot bekannt war. Doch scheint er über das Anfangsstadium nicht hinausgekommen zu sein.
1663 brach er seinen Aufenthalt in Uzès ab, kehrte nach Paris zurück und versuchte, seine Kontakte wiederzubeleben und neue zu knüpfen. Hierbei schloss er Freundschaft mit dem wenig älteren Literaten Nicolas Boileau und lernte u. a. den Komödienautor und Theaterdirektor Molière kennen. Seine panegyrische Ode sur la convalescence [=die Genesung] du Roi brachte ihm erneut den Beifall Chapelains ein, der ihm eine königliche Pension von jährlich 600 Francs verschaffte, etwa der Hälfte dessen, was eine sparsam wirtschaftende Person benötigte. Ebenfalls über Chapelain erlangte er die Protektion des hochadeligen Ducs [= Herzogs] d’Aignan, der ihn dem König vorstellte. Vor allem jedoch verfasste er für die La Troupe de Molière die Tragödie La Thébaïde ou les frères ennemis (= Die Thebais oder die feindlichen Brüder), die von dem blutigen Streit der Zwillingssöhne des Ödipus um die Herrschaft im griechischen Stadtstaat Theben handelt. Die La Troupe de Molière war eine Theaterfirma unter dem Namen Molières. Die Arbeit an dem Stück erfolgte vielleicht sogar im Auftrag Molières und mit dessen Hilfe. Das Anfang 1664 aufgeführte Stück La Thébaïde ou les frères ennemis hatte aber nur geringen Erfolg.
Sein nächstes Stück, die Tragikomödie Alexandre le Grand (1665), war eher romanesk. Racine übte sich darin erstmals in der nuancierten Darstellung der Liebe und der durch sie ausgelösten Konflikte, einer Thematik, die von nun an eine Schlüsselrolle bei ihm spielte. Aufgeführt wurde das Stück wiederum von der La Troupe de Molière, doch gefiel Racine die Inszenierung nicht. Er reichte es deshalb hinter dem Rücken Molières weiter an die auf Tragödien und Tragikomödien spezialisierten Theatertruppe von Hôtel de Bourgogne. Den jungen König, der beide Bühnen protegierte, hatte er vor seinem Wechsel offenbar eingeweiht und für sich gewonnen, denn er durfte ihm 1666 die Druckfassung des Alexandre widmen, was sicher auch deshalb gelang, weil Ludwig es liebte, mit Alexander verglichen zu werden. Das Verhältnis Racines zu Molière dagegen ging in die Brüche, zumal er eine von dessen beliebtesten Schauspielerinnen mitnahm, Mademoiselle Du Parc, die bis zu ihrem frühen Tod Ende 1668 auch seine Geliebte war.
Nach dem zwar nicht rauschenden, aber achtbaren Erfolg des Alexandre und seinem Aufstieg zum Günstling des herrschenden Regimes hatte Racine offenbar das Bedürfnis, sich demonstrativ von den Jansenisten und ihrer lustfeindlichen Religiosität zu lösen und sich von ihrer latenten politischen Opposition zu distanzieren: 1666 attackierte er mit einem ironischen offenen Brief einen seiner Ex-Lehrer, den Moraltheologen Pierre Nicole, der Romanciers und Dramatiker als „öffentliche Seelenvergifter“ gebrandmarkt hatte.
1667 intensivierte sich Racines Kontakt zum Hof, denn er fand Anschluss an Henriette d’Angleterre, die junge Schwägerin von König Ludwig, die ihn (nach einer Fehlgeburt und dem Verlust eines Kindes durch Krankheit) als Unterhalter schätzte und ihn aus dem neuen Stück vorlesen ließ, an dem er schrieb, der Tragödie Andromaque. Seine Pension wurde auf 800 Francs erhöht.

### Die Zeit des Erfolgs
Ende 1667 erzielte Racine mit Andromaque seinen Durchbruch. Zugleich hatte er sein Thema gefunden: die schicksalhafte, leidenschaftliche, aber unerfüllte Liebe, die die Liebenden in ihrer Eifersucht und/oder Enttäuschung bis zum Äußersten – Mord und Selbstmord eingeschlossen – und damit in den Untergang treibt. Nach dem Triumph von Andromaque, zu dem die Du Parc in der Titelrolle sehr viel beigetragen hatte, wurde Racine von seinen Bewunderern auf eine Stufe gestellt mit dem eine Generation älteren „großen Corneille“, der seinerseits so deprimiert war, dass er sich für zwei Jahre vom Theater zurückzog.
Racine verkehrte weiterhin am Hof und erhielt ab 1668 eine Pension von 1200 Francs. Ebenfalls 1668 bekam er ein Priorat im Anjou als Pfründe zugewiesen, wobei er, denn er war ja nicht geweiht, einen Teil der Einkünfte dem Priester abtreten musste, der als offizieller Inhaber figurierte und ihn vor Ort vertrat.
Beflügelt durch den schmeichelhaften Vergleich mit Corneille, versuchte Racine, mittels der Komödie Les plaideurs (1668) auch mit Molière gleichzuziehen. Das etwas konstruiert wirkende Stück um einen monomanischen Richter, zwei Prozesshansel (plaideurs), ein Liebespaar und zwei pfiffige Diener kam beim Pariser Publikum jedoch erst an, nachdem König Ludwig es ostentativ beklatscht hatte. Es blieb die einzige Komödie Racines.
Hiernach trat er wieder in Konkurrenz zu Corneille und begab sich mit der Tragödie Britannicus (1669) auf dessen Spezialgebiet, die Verarbeitung von Stoffen aus der römischen Geschichte. Auch das nächste, „römische“, Stück, die Tragikomödie Bérénice (1670), war eine Herausforderung an Corneille, der zur gleichen Zeit ein thematisch ähnliches Stück, Tite (=Titus) et Bérénice, von Molière herausbringen ließ. Nachdem Racine tatsächlich Corneille in der Gunst des Publikums geschlagen hatte (und inzwischen auch bei dem allmächtigen Minister Colbert aus und ein ging), wechselte er mit dem Intrigenstück Bajazet (1672), das am Hof von Istanbul spielt, in die jüngere türkische Geschichte. Frankreich war nämlich gerade mit dem Sultan gegen den deutschen Kaiser im Bunde, und „turqueries“ waren in Mode.
Nach dem Erfolg von Bajazet beherrschte Racine das Pariser Theater. 1673 wurde er in die Académie française gewählt. Mit Mithridate (1673) schrieb er nochmals ein „römisches“, Corneille Konkurrenz machendes Stück. Hiernach kehrte er mit Iphigénie en Aulide (1674) in die Welt der griechischen Antike zurück. Die Uraufführung fand auf einem Fest statt, mit dem der König mitten im Niederländischen Krieg (1672–78) die Annexion der 1668 eroberten Franche-Comté feierte.
Im selben Jahr 1674 erhielt Racine das nicht unbedeutende, ihn aber kaum belastende Finanzverwaltungsamt Trésorier général des Finances für den Bezirk Moulins übertragen.
1676 ließ er eine Sammelausgabe seiner Stücke erscheinen, die er hierfür gründlich überarbeitet hatte.
Anfang 1677 wurde Phèdre aufgeführt, nach dem antiken Phaidra-Stoff. Es gilt als sein neben Andromaque bestes und quasi tragischstes Stück. Der Erfolg war jedoch nur mäßig. Als dagegen ein gleichnamiges mittelmäßiges Stück von Jacques Pradon allgemein gelobt und beklatscht wurde, zog sich Racine frustriert zugunsten seiner anderen Aktivitäten vom Theater zurück. Auch heiratete er jetzt, nämlich die fromme und reiche, entfernt verwandte Catherine de Romanet, mit der er bis 1692 nacheinander einen Sohn, fünf Töchter und nochmals einen Sohn bekam.

### Die späteren Jahre
Schon 1676 war er, zusammen mit seinem Freund Boileau, zum Königlichen Chronisten (Historiographe du roi) ernannt worden und musste hinfort an den nunmehr fast pausenlosen Feldzügen von Ludwig XIV. teilnehmen, um sie zu protokollieren (u. a. 1678 Belagerung von Gent im Niederländischen Krieg, 1692 Belagerung von Namur im Pfälzischen Erbfolgekrieg). Seine und Boileaus Aufzeichnungen wurden später jedoch bei einem Brand vernichtet.
Gegen Ende der 1670er Jahre wurde Racine wieder frommer, was zu der gedrückter werdenden Stimmung passte, die Ludwigs pausenlose, zunehmend ruinösen Kriege in Frankreich bewirkten. Seiner eigenen Entwicklung und dieser Stimmung entsprechend verfasste er geistliche Lyrik, die gesammelt 1694 als Chants spirituels erschien. Seit 1683 war er Mitglied der Académie royale des inscriptions et belles-lettres.
Ab 1685 war Racine Vorleser bei Ludwig und dessen „linker Hand“, der morganatisch angetrauten, frommen Gattin Madame de Maintenon. Von dieser ließ er sich 1688 und 1690 nochmals zum Stückeschreiben bewegen und verfasste die religiöse Stoffe behandelnden Esther und Athalie, die zur Aufführung im adeligen Kloster und Mädchenpensionat Saint-Cyr bestimmt waren und dort von Pensionärinnen aufgeführt wurden. Theologen bekrittelten die Stücke allerdings als weltliche Profanierung geistlicher Gegenstände.
1690 erreichte Racine mit der Ernennung zum Königlichen Kammerherrn (gentilhomme ordinaire de la chambre du roi) den Höhepunkt seiner Höflingskarriere, womit die Erhebung in den Adelsstand verbunden war.
Allmählich, zunächst aber nur insgeheim, kehrte er auch zum strenggläubigen Jansenismus seiner Jugendzeit zurück und versöhnte sich unter der Hand mit einigen seiner alten Lehrer. 1694 erregte er den Unwillen des Königs, weil er beim Pariser Erzbischof für das Kloster Port-Royal einzutreten versucht hatte, das nach wie vor als geistiges Zentrum der Jansenisten fungierte. Als er 1698 mit einem Abrégé de l’histoire de Port-Royal (= Abriss der Geschichte von P.-R.) seine Sympathien auch öffentlich zeigte, fiel er bei Ludwig in Ungnade.
Abseits vom Hof verlebte er seine letzten Monate in Verbitterung, wenn auch als reicher Mann und als Patriarch im Kreis seiner großen Familie.
Seinem Wunsch gemäß wurde er in Port-Royal nahe bei seinem Lieblingslehrer Jean Hamon begraben.
Sein jüngster Sohn Louis (1692–1763), ein schriftstellernder Jurist, wurde mit dem Mémoire sur la vie de Jean Racine (1747) sein erster Biograf.

## Racine als spätbarocker Dichter des Erhabenen
Racine ist für Erich Auerbach der wichtigste Vertreter der extremen Stiltrennung der französischen Klassik, einer radikalen „Trennung des Tragischen von den Gegebenheiten des täglichen und des menschlich-kreatürlichen Lebens“ mit der „zum äußersten getriebenen Überhöhung der tragischen Person“, also der Fürsten, für die die Welt nur ein Spiegel ihrer Gemütsbewegungen ist und deren Standesbewusstsein tief in ihre Persönlichkeit eingeschmolzen ist. Die Einheit von Ort, Zeit und Handlung der Tragödie zeigt die völlige Abschließung der tragischen Person gegenüber der alltäglichen Wirklichkeit und insbesondere gegenüber den unteren Ständen. Diese „atmosphärische Isolierung“, die mit einem modernen Experiment verglichen werden kann, weil sie eine ungestörte Betrachtung der psychischen Vorgänge gestattet, erzeugt dadurch eine gewaltige Wirkung der Emotionen. Diese klassische französischen Vorstellung von Erhabenheit dürfe durch keine Nebenfiguren, keine Alltagshandlungen und kein Zeichen der Hinfälligkeit der fürstlichen Personen getrübt werden – außer durch den Tod. Dadurch nähere sich die Handlung einer Tragödie wie Phèdre dem „Absoluten und Außergeschichtlichen“ und erreiche eine „beispielhafte, allgemeingültige Einfachheit“, was damals als Essenz von Natürlichkeit und Vernunft erschien.

## Nachleben
Racine hat die französischen Dramatiker neben ihm und nach ihm bis ins 19. Jahrhundert hinein stark beeinflusst. Die Eleganz und Musikalität seiner Verse galt und gilt als beispielhaft, die Intensität seiner Darstellung der Gefühle als kaum zu übertreffen. Als meisterhaft erscheint auch seine Kunst, Spannung nicht aus einer bewegten Handlung zu erzeugen, sondern aus den inneren Konflikten der Figuren und ihrer Entwicklung. Gabriel Fauré vertonte eines seiner geistlichen Lieder.
Im deutschen Sprachraum scheint er nicht übermäßig bekannt geworden zu sein, obwohl die meisten seiner Stücke hier übertragen und auch aufgeführt wurden. Goethe kannte die Iphigénie und Schiller übertrug kurz vor seinem Tod die Phèdre.

## Werke

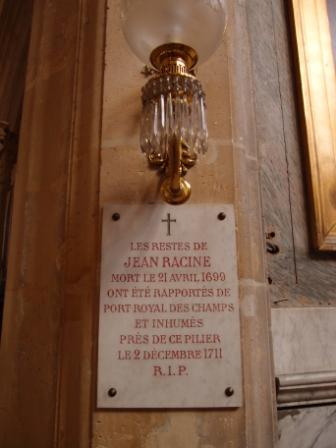
Erinnerungstafel für Jean Baptiste Racine in der Église St-Étienne-du-Mont, Paris

- Ode sur la convalescene du roi (1663)
- La renommée aux muses (1663)
- La Thébaïde, ou les frères ennemis (1664)
- Alexandre le grand (1665)
- Andromaque (1667)
- Les Plaideurs (1668)
- Britannicus (1669)
- Bérénice (1670)
- Bajazet (1672)
- Mithridate (1673)
- Iphigénie (1674)
- Phèdre (1677)
- Œuvres (1679)
- Esther (1689)
- Athalie (1691)
- Chants spirituels (1694)
- Théâtre complet de J. Racine (ca. 1844) Digitalisat